# Kość czworoboczna mniejsza

Kość czworoboczna mniejsza

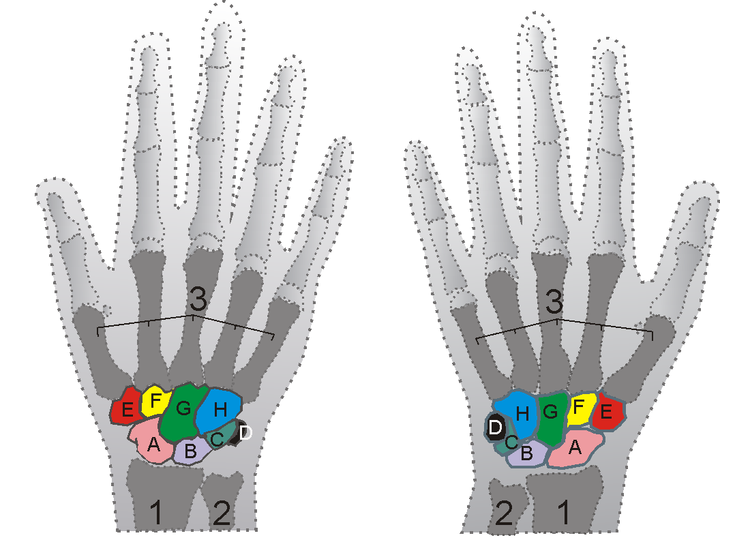
Kości nadgarstka: A – kość łódeczkowata, B – kość księżycowata, C – kość trójgraniasta, D – kość grochowata, E – kość czworoboczna większa, F – kość czworoboczna mniejsza, G – kość główkowata, H – kość haczykowata

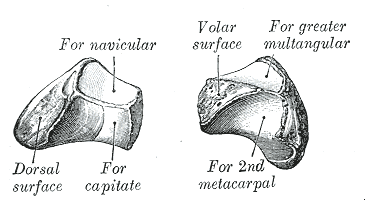
Kość czworoboczna mniejsza

Kość czworoboczna mniejsza, kość wielokątna mniejsza (łac. os trapezoideum, os multangulum minus) – jedna z ośmiu kości nadgarstka człowieka, leżąca w szeregu dalszym, najmniejsza kość z tego szeregu. Jak inne kości nadgarstka (z wyjątkiem kości grochowatej) jest nieregularnie sześcienna, ma sześć powierzchni. Ma kształt klina, którego ostrzem jest powierzchnia dłoniowa, a podstawą powierzchnia grzbietowa. Czworoboczna, lekko wklęsła powierzchnia bliższa (górna) łączy się z kością łódeczkowatą, a siodełkowata powierzchnia dalsza (dolna) – z podstawą II kości śródręcza. Powierzchnia łokciowa, łącząca się z kością główkowatą, jest również lekko wklęsła, a powierzchnia promieniowa, łącząca się z kością czworoboczną większą – lekko wypukła. Do nierównych powierzchni dłoniowej i grzbietowej przyczepiają się więzadła, a do tej pierwszej także zginacz krótki kciuka.